# Buczackie Rejonowe Muzeum Krajoznawcze
Buczackie Rejonowe Muzeum Krajoznawcze – muzeum regionalne rejonu buczackiego w obwodzie tarnopolskim Ukrainy, znajdujące się w budynku, zbudowanym w latach 1930.

## Historia
Muzeum zostało założone 30 grudnia 1982 roku na zasadzie dobrowolności, od 1988 pracował jako Wydział Tarnopolskiego Obwodowego Muzeum Krajoznawczego, od 2002 roku – jako niezależna jednostka.

## Osoby

### Dyrektorowie
- Jewdokija Ryżenkowa (ukr. Євдокія Риженкова)
- Mykoła Seńkiw (ukr. Микола Сеньків)
- Myron Fedorowycz (ukr. Мирон Федорович).

### Pracownicy
- Mykoła Kozak (ukr. Микола Козак) - krajoznawca, nauczyciel szkolny[1]

## Literatura
- Łarysa Łehka: Buczaćkyj krajeznawczyj muzej: istirija i suczasnist’. W Zbirnyk prać Ternopilśkoho oseredku NTSz. T. 8. Tarnopol, 2013 s. 268-281. (ukr.)